# Toyota Racing Series
Castrol Toyota Racing Series — новозеландская гоночная формульная серия, основанная в 2005 году. В рамках чемпионата проводится гран-при Новой Зеландии — одно из двух гоночных соревнований за пределами Формулы-1, которому FIA дало разрешение на использование названия «гран-при».

## История
Чемпионат был основан в 2005 году новозеландской организацией моторных видов спорта и Toyota для поддержки новозеландских гонщиков и чемпионат предоставляет важный опыт работы с гоночным автомобилем для начинающих гонщиков.
Самым известным новозеландским «выпускником» серии является Брендон Хартли — двукратный чемпион мира по автогонкам на выносливость и победитель гонки 24 часа Ле-Мана. Также чемпионами серии становились Лэнс Стролл и Ландо Норрис, которые на данный момент выступают в Формуле-1.
Одной из особенностей чемпионата стало использование биотоплива. С сезона 2007-08 серия в качестве топлива использует биоэтанол марки E85 — смесь 85 % этанола и 15 % бензина. При этом этанол получен из побочных продуктов молочного производства.
С 2019 года FIA начисляет баллы к суперлицензии за участие в чемпионате, что вместе с проведением чемпионата в летние месяцы южного полушария делает его привлекательным для гонщиков из Европы и Северной Америки, когда местные чемпионаты уходят на зимние каникулы.
В 2021 году из-за пандемии COVID-19 в серии участвовали только новозеландские пилоты.

## Автомобили
С дебютного сезона 2005 года по сезон 2014 года включительно использовалось шасси производства итальянской компании Tatuus под названием FT-40. Шасси использовало мотор Toyota 2ZZ-GE безнаддувный, объёмом 1,8 литра, развивающий мощность 215 л. с.
С сезона 2015 года по сезон 2019 включительно на смену пришло новое шасси под названием Tatuus FT-50. Оно продолжило использовать мотор, который был установлен в предыдущей версии.
С сезона 2020 года введено новое шасси Tatuus FT-60, которое соответствует регламенту регионального чемпионата Формулы-3. Данное шасси аналогично Tatuus T-318, используемым в Региональном европейском чемпионате Формулы, в азиатском чемпионате Ф3 и в W Series, и оснащено новым двигателем Toyota 8AR-FTS.

### Технические характеристики Tatuus FT-60
- Шасси: углепластиковый монокок спецификации Формулы-3, оснащенное устройством безопасности «Halo».
- Двигатель: Toyota 8AR-FTS 2.0 L, турбированный, мощностью 270 л.с с непосредственным впрыском топлива.
- Коробка передач: секвентальная шестиступенчатая Sadev SL-R 82
- Подвеска: передняя и задняя — двойные поперечные рычаги с толкателями
- Электроника: Блок управления двигателя и система сбора данных производства MoTeC
- Тормозная система производства Brembo
- Вес: 690 кг с пилотом[9]

## Регламент

### Гоночный уик-энд
Гоночный уик-энд состоит из тестового дня, трёх тренировок, длительностью 30 минут, двух квалификаций по 15 минут каждая и трёх гонок, продолжительность которых определяют организаторы (Обычно дистанция первой и второй гонки примерно равна 50 км, дистанция третьей гонки — примерно 70 км, кроме гран-при Новой Зеландии). В сезоне 2021 года из-за уменьшения количества этапов в сезоне в связи с пандемией COVID-19 дистанция гонок была увеличена до 70 км и до 80 км.
В четверг проводятся тесты. Пятница отводится на тренировки, в субботу проводится первая квалификация и первая гонка, стартовая решётка которой формируется по результатам первой квалификации. В воскресенье проводится вторая квалификация, вторая и третья гонка. Стартовая решётка второй гонки определяется по результатам первой гонки: либо первая восьмёрка финишировавших, либо первая шестёрка переворачивается, то есть победитель первой гонки стартует восьмым или шестым. Стартовая решётка третье гонки определяется по результатам второй квалификации.
Если квалификационное время круга пилота не входит в 107 % времени поул-позиции, то пилот не допускается на старт гонки. Пилот, который вызвал появление красных флагов в квалификации (остановку сессии), получает штраф в 3 позиции на стартовой решётке.
В 2021 году в связи с пандемией COVID-19 изменилось расписание гоночного уик-энда: проводилось разное количество гонок, не проводились гонки с реверсивной стартовой решётки, стартовые решётки всех гонок определялись по результатам квалификаций.

### Использование шин
С 2020 года поставщиком шин является южнокорейская компания Hankook. За сезон каждому гонщику разрешено использовать 16 комплектов шин для сухой погоды типа слик и 3 комплекта шин для влажной погоды.

### Система начисления очков
До 2019 года использовалась следующая система:
| Система начисления очков с 2005 по 2018 года | Система начисления очков с 2005 по 2018 года | Система начисления очков с 2005 по 2018 года | Система начисления очков с 2005 по 2018 года | Система начисления очков с 2005 по 2018 года | Система начисления очков с 2005 по 2018 года | Система начисления очков с 2005 по 2018 года | Система начисления очков с 2005 по 2018 года | Система начисления очков с 2005 по 2018 года | Система начисления очков с 2005 по 2018 года | Система начисления очков с 2005 по 2018 года | Система начисления очков с 2005 по 2018 года | Система начисления очков с 2005 по 2018 года | Система начисления очков с 2005 по 2018 года | Система начисления очков с 2005 по 2018 года | Система начисления очков с 2005 по 2018 года | Система начисления очков с 2005 по 2018 года | Система начисления очков с 2005 по 2018 года | Система начисления очков с 2005 по 2018 года | Система начисления очков с 2005 по 2018 года | Система начисления очков с 2005 по 2018 года |
| Место                                        | 1                                            | 2                                            | 3                                            | 4                                            | 5                                            | 6                                            | 7                                            | 8                                            | 9                                            | 10                                           | 11                                           | 12                                           | 13                                           | 14                                           | 15                                           | 16                                           | 17                                           | 18                                           | 19                                           | 20                                           |
| -------------------------------------------- | -------------------------------------------- | -------------------------------------------- | -------------------------------------------- | -------------------------------------------- | -------------------------------------------- | -------------------------------------------- | -------------------------------------------- | -------------------------------------------- | -------------------------------------------- | -------------------------------------------- | -------------------------------------------- | -------------------------------------------- | -------------------------------------------- | -------------------------------------------- | -------------------------------------------- | -------------------------------------------- | -------------------------------------------- | -------------------------------------------- | -------------------------------------------- | -------------------------------------------- |
| Очки                                         | 75                                           | 67                                           | 60                                           | 54                                           | 49                                           | 45                                           | 42                                           | 39                                           | 36                                           | 33                                           | 30                                           | 28                                           | 26                                           | 24                                           | 22                                           | 20                                           | 18                                           | 16                                           | 14                                           | 12                                           |

С 2019 по 2020 годы использовалась новая система начисления очков. Дополнительные очки за поул-позицию и быстрый круг не начисляются.
| Система начисления очков с 2019 года | Система начисления очков с 2019 года | Система начисления очков с 2019 года | Система начисления очков с 2019 года | Система начисления очков с 2019 года | Система начисления очков с 2019 года | Система начисления очков с 2019 года | Система начисления очков с 2019 года | Система начисления очков с 2019 года | Система начисления очков с 2019 года | Система начисления очков с 2019 года | Система начисления очков с 2019 года | Система начисления очков с 2019 года | Система начисления очков с 2019 года | Система начисления очков с 2019 года | Система начисления очков с 2019 года | Система начисления очков с 2019 года | Система начисления очков с 2019 года | Система начисления очков с 2019 года | Система начисления очков с 2019 года | Система начисления очков с 2019 года |
| Место                                | 1                                    | 2                                    | 3                                    | 4                                    | 5                                    | 6                                    | 7                                    | 8                                    | 9                                    | 10                                   | 11                                   | 12                                   | 13                                   | 14                                   | 15                                   | 16                                   | 17                                   | 18                                   | 19                                   | 20                                   |
| ------------------------------------ | ------------------------------------ | ------------------------------------ | ------------------------------------ | ------------------------------------ | ------------------------------------ | ------------------------------------ | ------------------------------------ | ------------------------------------ | ------------------------------------ | ------------------------------------ | ------------------------------------ | ------------------------------------ | ------------------------------------ | ------------------------------------ | ------------------------------------ | ------------------------------------ | ------------------------------------ | ------------------------------------ | ------------------------------------ | ------------------------------------ |
| 1 и 3 гонка                          | 35                                   | 31                                   | 27                                   | 24                                   | 22                                   | 20                                   | 18                                   | 16                                   | 14                                   | 12                                   | 10                                   | 9                                    | 8                                    | 7                                    | 6                                    | 5                                    | 4                                    | 3                                    | 2                                    | 1                                    |
| 2 гонка                              | 20                                   | 18                                   | 16                                   | 14                                   | 12                                   | 10                                   | 9                                    | 8                                    | 7                                    | 6                                    | 5                                    | 4                                    | 3                                    | 2                                    | 1                                    |                                      |                                      |                                      |                                      |                                      |

В 2021 году использовалась другая система начисления очков.
| Система начисления очков в 2021 году | Система начисления очков в 2021 году | Система начисления очков в 2021 году | Система начисления очков в 2021 году | Система начисления очков в 2021 году | Система начисления очков в 2021 году | Система начисления очков в 2021 году | Система начисления очков в 2021 году | Система начисления очков в 2021 году | Система начисления очков в 2021 году | Система начисления очков в 2021 году | Система начисления очков в 2021 году | Система начисления очков в 2021 году | Система начисления очков в 2021 году | Система начисления очков в 2021 году | Система начисления очков в 2021 году | Система начисления очков в 2021 году | Система начисления очков в 2021 году | Система начисления очков в 2021 году | Система начисления очков в 2021 году | Система начисления очков в 2021 году |
| Место                                | 1                                    | 2                                    | 3                                    | 4                                    | 5                                    | 6                                    | 7                                    | 8                                    | 9                                    | 10                                   | 11                                   | 12                                   | 13                                   | 14                                   | 15                                   | 16                                   | 17                                   | 18                                   | 19                                   | 20                                   |
| ------------------------------------ | ------------------------------------ | ------------------------------------ | ------------------------------------ | ------------------------------------ | ------------------------------------ | ------------------------------------ | ------------------------------------ | ------------------------------------ | ------------------------------------ | ------------------------------------ | ------------------------------------ | ------------------------------------ | ------------------------------------ | ------------------------------------ | ------------------------------------ | ------------------------------------ | ------------------------------------ | ------------------------------------ | ------------------------------------ | ------------------------------------ |
| Очки                                 | 35                                   | 31                                   | 27                                   | 24                                   | 22                                   | 20                                   | 18                                   | 16                                   | 14                                   | 12                                   | 10                                   | 9                                    | 8                                    | 7                                    | 6                                    | 5                                    | 4                                    | 3                                    | 2                                    | 1                                    |

Титул чемпиона серии присуждается пилоту, набравшему наибольшее количество очков за все этапы сезона. Командный чемпионский титул присуждается команде, набравшей наибольшее количество очков за все этапы сезоны, при этом учитываются результаты только двух лучших гонщиков команды.

### Трофеи и призы
Чемпионы серии и победители различных гонок получают различные награды и трофеи, олицетворяющие длительную, более чем 50-летнюю историю новозеландского автоспорта. Среди них:
- Chris Amon Trophy — награда чемпиону сезона, названный в честь Криса Эймона — новозеландского пилота Формулы-1 и победителя гонки 24 часа Ле-Мана
- Bruce McLaren Trophy — награда лучшему новозеландскому гонщику сезона, названная в честь Брюса Макларена — новозеландского пилота Формулы-1 и основателя команды «Макларен»
- Dorothy Smith Memorial Cup — награда победителю третьей гонки первого этапа
- Spirit of a Nation Cup — награда победителю третьей гонки второго этапа
- Denny Hulme Memorial Trophy — награда победителю третьей гонки третьего этапа
- New Zealand Motor Cup — награда победителю третьей гонки четвёртого этапа
- Dan Higgins Trophy — награда победителю первой гонки финального этапа
- New Zealand Grand Prix Trophy — награда победителю третьей гонки финального этапа (гран-при Новой Зеландии)

Кроме этого, обладатели трофеев получают денежные вознаграждения. Например, победитель сезона получает 20000 новозеландских долларов, второе место — 10000 новозеландских долларов, третье место — 5000 новозеландских долларов.

### Баллы к суперлицензии
Первая пятерка пилотов по итогу сезона получают баллы к суперлицензии. Они начисляются согласно таблице:
| Система начисления баллов к суперлицензии | Система начисления баллов к суперлицензии | Система начисления баллов к суперлицензии | Система начисления баллов к суперлицензии | Система начисления баллов к суперлицензии |
| 1                                         | 2                                         | 3                                         | 4                                         | 5                                         |
| ----------------------------------------- | ----------------------------------------- | ----------------------------------------- | ----------------------------------------- | ----------------------------------------- |
| 10                                        | 7                                         | 5                                         | 3                                         | 1                                         |

## Трассы

### Сезон 2021
- Hampton Downs Motorsport Park, Уаикато
- Manfeild: Circuit Chris Amon, Фейлдинг

Источник:

## Чемпионы
| Сезон   | Пилот           | Команда                  |
| ------- | --------------- | ------------------------ |
| 2005    | Брент Коллинз   | Brent Collins Motorsport |
| 2005-06 | Дэниэл Гонт     | International Motorsport |
| 2006-07 | Дэниэл Гонт     | International Motorsport |
| 2007-08 | Энди Найт       | Knight Motorsport        |
| 2008-09 | Митч Каннингем  | Giles Motorsport         |
| 2010    | Митч Эванс      | Giles Motorsport         |
| 2011    | Митч Эванс      | Giles Motorsport         |
| 2012    | Ник Кэссиди     | Giles Motorsport         |
| 2013    | Ник Кэссиди     | M2 Competition           |
| 2014    | Эндрю Танг      | Neale Motorsport         |
| 2015    | Лэнс Стролл     | M2 Competition           |
| 2016    | Ландо Норрис    | M2 Competition           |
| 2017    | Томас Рэндл     | Victory Motor Racing     |
| 2018    | Роберт Шварцман | M2 Competition           |
| 2019    | Лиам Лоусон     | M2 Competition           |
| 2020    | Игор Фрага      | M2 Competition           |
| 2021    | Мэттью Пэйн     | -                        |

Источник: